# Książę Kirkor
Książę Kirkor, znany również jak Kirkor lub hrabia Kirkor – postać fikcyjna z dramatu Juliusza Słowackiego Balladyna z 1839 r.

## Opis ogólny
Kirkor jest zamożnym właścicielem zamku nad jeziorem Gopło. Szlachetny, szanuje prawo, szukający za radą pustelnika ubogiej; wiejskiej dziewczyny, którą mógłby pojąć za żonę. Kirkor stara się przywrócić tron Polski dla prawowitego władcy - Pustelnika (Popiel III). 
Po poznaniu Balladyny Kirkor bierze ją sobie za żonę - Balladyna zostaje księżną. Na jego nieszczęście Balladyna zawiązuje potajemny sojusz z von Kostrynem - dowódcą straży zamku, który wystąpił przeciwko Kirkorowi. Książę ginie podczas wielkiej bitwy z Kostrynem. 